# Istituto di scienze delle produzioni alimentari
L'Istituto di scienze delle produzioni alimentari (ISPA) è un istituto del Consiglio Nazionale delle Ricerche (CNR), che si occupa del miglioramento del la qualità e della sicurezza delle produzioni agro-alimentari. Le attività di ricerca dell'ISPA sono condotte mediante un approccio multidisciplinare, che si avvale di competenze nei campi della chimica, della tossicologia, della microbiologia, della biotecnologia, della veterinaria, dell'agronomia, della biologia e della patologia vegetale.
L'ISPA è nato nel 2002 dalla fusione dei seguenti Organi di ricerca del CNR:
- Istituto tossine e micotossine da parassiti vegetali di Bari (ITEM)
- Istituto per la fisiologia della maturazione e della conservazione del frutto delle specie arboree mediterranee di Sassari (IMFPP)
- Istituto di ricerca sulle biotecnologie agro-alimentari di Lecce (IRBA)
- Istituto di orticoltura industriale di Bari (ISOI)
- Centro di studio per l'alimentazione degli animali in produzione zootecnica di Torino (CSAAPZ)
- Centro per lo studio tecnologico, bromatologico e microbiologico del latte di Milano (CSL)

L'ISPA ha sede a Bari e comprende 4 sezioni dislocate rispettivamente a Torino, Sassari, Milano e Lecce.